# Мореска
Морѐска (на испански: moresca) е испански танц от арабски (мавритански) произход, възникнал в началото на 15 век. Придoбива широка популярност в цяла Европа в края на 15 и началото на 16 век. Мореската не се характеризира с определен ритъм (най-често се среща в двувременен и тривременен такт), а със своеобразието на своята изразителност. Понякога танцьорите се костюмират като мавританци с прикачени дрънкалки на краката. Според някои изследователи, мореската има връзка с морис танц (morris dance), който се появява по същото време в Англия. Мореска може да се види в операта „Орфей“ на Монтеверди, както и в италианската кино адаптация „Ромео и Жулиета“ на Франко Дзефирели от 1968 г.